# شيخ توريه
شيخ توريه (بالهولندية: Cheick Touré)‏ (7 فبراير 2001 في هولندا - ) هو لاعب كرة قدم هولندي في مركز الهجوم. لعب مع فاينورد.

## وصلات خارجية
- شيخ توريه على موقع قاعدة بيانات كرة القدم.إي يو (الإنجليزية)
- شيخ توريه على موقع Soccerway.com (الإنجليزية)
- شيخ توريه على موقع عالم كرة القدم.نت (الإنجليزية)